# Како убити супругу(а) и зашто
Како убити супругу(а) и зашто је позоришна представа коју је режираo Владан Ђурковић по мотивима истоименог бестселера писца Антонија Амурија.
Премијерно приказивање било је 6. октобра 2012. године у позоришту ДАДОВ
Представа је приказивана у оквиру Фестивала уличног позоришта у Краљеву и извођена је на отвореном у простору реплике Теразије из 1930. на Новом Београду.

## Радња
Недостаци, мане и бубице брачних другова чине основу заплета представе. Судбине ликова разапете су између онога што је стварност и онога што је некада чинио њихов брак.
Поред свих недаћа које носи њихов заједнички живот, ниједно од њих није спремно то да прекине због свих ствари које су заједнички преживели.

## Улоге
| Лица | Глумци           |
| ---- | ---------------- |
|      | Тамара Белошевић |
|      | Жељко Максимовић |